# Taqqiyya
Taqqiyya, al-taqiyah (förställning), är en doktrin inom shiitisk islam som tillåter att en troende döljer eller på andra sätt gör avsteg från sin tro, om denne annars skulle riskera döden eller allvarlig förföljelse.
Inom olika delar av islam är Taqiyya en islamisk juridisk term som under olika förhållanden tillåter en muslim att ljuga enligt Sharia.

## Etymologi
Begreppet taqiyya (تقیة) (uttalas taqiyeh på persiska) härrör från den arabiska roten Waw-Qaf-Ya, som har att göra med sådant som "fromhet, hängivenhet, uppriktighet, och gudsfruktan". Ordet självt betyder ursprungligen "försiktighet", men har inom viss shiitisk jurisprudens kommit att beteckna rätten att förneka eller dölja sin tro för att skydda sitt eget liv.

## Ursprung
Bruket att dölja sin tro under farliga förhållanden rättfärdigas enligt vissa kommentatorer med hänvisning till vers 16:106 i Koranen som tycks göra tydlig skillnad på den som avfaller från den rätta tron frivilligt och den som gör det under direkt tvång. Både sunnitiska och shiitiska kommentatorer anser att denna vers syftar specifikt på med Ammar Ibn Yasir, som tvingades avstå från sin tro under fysiska påtryckningar och tortyr, och den anses inte allmänt rättfärdiga att dölja sin tro för att vinna fördelar eller på andra sätt främja sin position.
Vers 3:28 i Koranen ålägger troende att inte ta sällskap med tvivlarna om de inte gör det som ett sätt att skydda sig själva. "DE TROENDE skall inte ta förnekare av sanningen snarare än sina trosbröder till bundsförvanter - den som gör så skär av banden till Gud - om inte ert syfte är att med detta [skydda er] mot ett hot." I sin kommentar till 3:28 skriver Ibn Kathir att versen ska tolkas så att det är förbjudet för de troende att ta icke-troende till sina bundsförvanter snarare än de troende, "med undantag för de troende som på vissa platser och vid vissa tider fruktar för sin säkerhet från de otrognas sida". I sådana fall, hävdar Ibn Kathir, är det "tillåtet för de troende att visa de otrogna vänskap".
Al-Tabari å sin sida skriver i sin berömda Tafsir: "Om någon tvingas till att uttrycka otro med sin tunga för att undkomma sina fiender, under det att hans hjärta säger motsatsen, skall han inte klandras för detta, ty Gud dömer sina tjänare efter deras hjärtas tro." Al-Tabari förklarar dock vidare att det bara är rättfärdigat för en muslim att dölja sin tro om han befinner sig i dödlig fara, och att martyrskapet är att föredra. Om han hotas bör han dock i första hand utvandra till en fredligare plats, där han tillåts praktisera sin religion öppet, "ty Guds jord är vidsträckt".

## Historiska exempel

### Shiitisk användning
Som en minoritet som lever under politisk dominans av sunnimuslimer, skyddade shiiter ofta sig själva genom försiktighet. I den shiitiska juridiska litteraturen finns det en rad situationer där taqiyya kan användas och behövas. För shiitiska muslimer innebär taqiyya att dölja sin tro när avslöjandet av den skulle resultera i fara.

#### Imamiterna
1. Taqiyya görs av säkerhetsskäl. Till exempel kan en person som fruktar att han skulle dödas eller skadas om han inte iakttar taqiyya dölja sin tro. I detta fall är taqiyya obligatorisk.
2. Ibland kan taqiyya leda till döden för en oskyldig person, i så fall är det inte tillåtet. Det är alltså haram (förbjudet) att döda en människa för att rädda sitt eget liv.[7]

#### Ismailisk shia
För ismailiter i efterdyningarna av den mongoliska invasionen av Alamut 1256, växte behovet att utöva taqiyya. Detta var inte bara för att skydda det egna samhället, som nu var statslöst, utan också för att trygga linjen i Nizari Ismaili Imamat under denna period av oro. Imamen Jafar as-Sadiq sade "(därför) är Taqiyya min religion och mina förfäders religion", en tradition som registrerats i olika källor, bl.a.Kitab al-Maḥāsinav Ahmad b. Muhammad al-Barqī och Da'ā'im al-Islam av Qadi al-Nu'man. Sådana perioder där imamerna döljs kallas satr, dock. Termen kan också syfta till tider när Imamerna inte fysiskt döljs utan snarare när gemenskapen är skyldig att utöva försiktighetsprincipen förställning. Under satr Imamen kunde endast nås av sitt samhälle och i extremt farliga förhållanden, skulle vara tillgängliga endast för de högst rankade medlemmarna i Ismaili hierarkin (hudud), vars funktion var att förmedla undervisning av Imamen för samhället.
Enligt den shiitiska lärde Muhammad Husain Javari Sabinal skulle shia-islam inte ha spridits alls om inte för taqiyya, med hänvisning till fall där shiiter hänsynslöst har förföljts av den sunnimuslimska politiska eliten under Umayyad och Abbasidimperierna. förvisso de Ismailis, persistens och välstånd i samhället idag beror till stor del till den noggranna skyddet av övertygelser och läror imamerna under Ilkhanatet, safaviddynastin, och andra perioder av förföljelse.

### I modern tid
Mohammed Merah påstås ha ropat att "det är inte pengarna, det är vilseledandet som är avgörande" kort innan han hoppade ut ur sin lägenhet och sköts ned av polis. I detta fall anses hans uttalande syfta på att han begick kriminella handlingar, inte för att tjäna pengar till sina attentat utan för att framstå som brottsling och inte som islamistisk terrorist. Det råder dock delade meningar om begreppet är tillämpbart eftersom inte bara islamistiska terrorister utan även företrädare för andra politiska ideologier och andra religioner kan av taktiska skäl dölja sina avsikter och har så gjort under långa tider.

## Sunnitisk synpunkt
Medan sunniter är överens om att det är tillåtet att dölja sin tro för att skydda sitt liv, skiljer de sig dock mycket från med det synsätt som existerar hos vissa shiiter, som beskrivits ovan. Begreppet taqiyya finns inte i sunnitisk teologi eller jurisprudens. Att på olika sätt bryta mot trons föreskrifter under extrema eller krävande omständigheter kallas "idtirar" (إضطرار, ordagrant "nödsituation, undantagsfall"). Detta syftar inte specifikt på att dölja sin tro, utan på att det är tillåtet för den troende att exempelvis konsumera förbjuden (haram) mat, som vin eller griskött, om detta krävs för att rädda dennes liv. Under inga omständigheter kan denna doktrin dock användas för att rättfärdiga ett "taktiskt" undanhållande av de egna trosföreställningarna, exempelvis för att främja spridande av religionen. I sunnitiska sammanhang tillmäts det tvärtom stor betydelse att bära vittnesbörd om den sanna tron, och personer som på olika sätt fått utstå lidande eller martyrskap för att de framhärdat i sin tro framhålls ofta som förebilder för andra troende.